# Acacia quintanilhae
Acacia quintanilhae är en ärtväxtart som beskrevs av Antonio Rocha da Torre. Acacia quintanilhae ingår i släktet akacior, och familjen ärtväxter. Inga underarter finns listade i Catalogue of Life.